# Pergalumna amorpha
Pergalumna amorpha  (лат.) — вид панцирных клещей из отряда Oribatida (Galumnidae). Таиланд.  

## Описание
Микроскопического размера клещи, длина менее 1 мм, размеры тела 332–377 × 245–276 мкм. Поверхность тела без бороздок и килей; задняя часть нотогастера без продольной впадины. Нотогастральная область A1 округлая; нотогастральная область с порами аморфная, без чётких границ. Покровы сильно склеротизованные, тёмные (основная окраска коричневая). Имеют 6 пар генитальных пластинок. Гистеросома округлая, несёт около 10 пар нотогастральных щетинок. На протеросоме расположены гребневидные уплощённые ламеллы.
Впервые был описан в 2008 году, а его валидный статус был подтверждён в ходе родовой ревизии, проведённой акарологами Сергеем Ермиловым (Тюменский государственный университет, Тюмень, Россия) и его коллегами.
Pergalumna amorpha морфологически сходен с видами P. menglunensis из Китая, P. paraindistincta из Индонезии и P. minituberculata Ermilov & Martens, 2014 из Непала (Ermilov et al. 2014).